# Semeni serbscy
Semeni – uzbrojeni najemnicy służący na dworach hospodarskich wołoskim i mołdawskim w XVII i XVIII wieku. Rekrutowani byli głównie spośród Serbów i innych nacji bałkańskich. W roku 1655 zbuntowali się przeciwko hospodarowi mołdawskiemu Konstantynowi Serbanowi.

## Literatura
- Gheorghe I. Brătianu, Sfatul domnesc și Adunarea Stărilor in Principatele Române, Bucharest, 1995
- Constantin C. Giurescu, Istoria Bucureștilor. Din cele mai vechi timpuri pînă în zilele noastre, Bucharest, 1966, p. 73